# Staccatissimo
Staccatissimo is een aanduiding in de muziek waarmee noten zo kort mogelijk gespeeld dienen te worden. 
Staccatissimo wordt genoteerd met een verticaal streepje of een klein driehoekje boven of onder de noot (afhankelijk van de stokrichting). 
Het woord staccatissimo - de overtreffende trap van staccato - komt zoals veel muziektermen uit het Italiaans van het woord staccare, wat losmaken of lostrekken betekent.